# McCoy (Colorado)
McCoy é uma comunidade não incorporada em Condado de Eagle, Colorado, Estados Unidos. A população a partir do recenseamento de 2010 era 24.